# Castellane (Têt)
Die Castellane (katalanisch Castellana) ist ein Fluss in Frankreich, der im Département Pyrénées-Orientales in der Region Okzitanien verläuft. Sie entspringt in den östlichen Pyrenäen, an der Nordflanke des Gipfels Pic de Madrès (2469 m), im Gemeindegebiet von Mosset, entwässert generell in östlicher Richtung durch den Regionalen Naturpark Pyrénées Catalanes und mündet nach rund 27 Kilometern beim Weiler Mas Riquer, im Gemeindegebiet von Catllar, knapp nördlich von Prades, als linker Nebenfluss in die Têt.

## Orte am Fluss
- Mosset
- Campôme
- Bains de Molitg, Gemeinde Molitg-les-Bains
- Catllar